# Шуйская волость (Олонецкая губерния)
Шу́йская волость — волость в составе Петрозаводского уезда Олонецкой губернии.

## Общие сведения
Образована в 1897 г. из Шуйской вотчины. Состояла из обществ приписных к Олонецким горным заводам крестьян.
Волостное правление располагалось в селении Ивановское.
В состав волости входили сельские общества, включающие 70 деревень:
- Бесовецкое общество
- Виданское общество
- Заозерское общество
- Намоево-Кончезерское общество
- Сунское общество
- Сысоевское общество
- Шуйское общество
- Ялгубское обельное общество
- Ялгубское общество

На 1890 год численность населения волости составляла 7724 человека.
На 1905 год численность населения волости составляла 7361 человек. В волости насчитывалось 1470 лошадей, 2473 коровы и 2288 голов прочего скота.
С 2 января 1911 г. из состава Шуйской волости выделилась Ялгубская волость в составе Ялгубского, Ялгубского обельного и Суйсарского обществ.
Постановлением ВЦИК и СНК РСФСР от 4 августа 1920 года в населённых карелами местностях Олонецкой и Архангельской губерний была образована Карельская трудовая коммуна и волость вошла в состав Карельской трудовой коммуны. В 1923 году волость вошла в состав образованной Автономной Карельской ССР.
В ходе реформы административно-территориального деления СССР в 1927 году волость была упразднена.
В настоящее время территория Шуйской волости относится в основном к Прионежскому району Республики Карелия.